# Новая Павловка (Полтавская область)
Новая Павловка, Новопавловка (укр. Нова Павлівка) — село,
Абрамовский сельский совет,
Машевский район,
Полтавская область,
Украина.
Код КОАТУУ — 5323080203. Население по переписи 2001 года составляло 79 человек.

## Географическое положение
Село Новая Павловка находится на левом берегу реки Сухой Липянки, выше по течению на расстоянии в 1 км расположено село Абрамовка,
ниже по течению на расстоянии в 4 км расположено село Павловка.
По селу протекает пересыхающий ручей с запрудой.